# 桑港 (映画)
『桑港』（サンフランシスコ、原題：San Francisco）は、1936年に製作・公開されたアメリカ映画である。

## 概要
W・S・ヴァン・ダイクが監督、クラーク・ゲーブル、ジャネット・マクドナルドが主演した。1906年のサンフランシスコ地震を題材としている。主題歌「San Francisco」は1984年よりサンフランシスコの市歌とされている。

## ストーリー
1906年4月18日午前5時13分、サンフランシスコ地震が起きる。物語はその数か月前、1905年の大晦日にはじまる。年明けを祝うサンフランシスコ市民の群衆に混じり、ステージつき酒場「パラダイス」のオーナーであるブラッキー・ノートンは、焼け落ちる商店と消防車をすり抜け、自分の店に戻る。そこに火事で職場を失った女性メアリー・ブレイクが、歌手として自分を売り込み、週給75ドルという、思わず女性が卒倒するほどの薄給でとりあえず採用される。
次の日、ボクシングのトレーニングに励むブラッキーの元へ、市の商人たちが火災防止条例を制定するために、ブラッキーに対し建物改革委員（スーパーバイザー）に立候補することを要請する。そのような偽善行為は嫌っていたブラッキーだが、火事によって孤児になった子供の話を聞いて考える。
ステージで「サンフランシスコ」などを歌うメアリーに、もっとハイテンポで、などと指示をしているリハーサル中の店に、地元の名士で地主であるジャック・バーリーが、イタリア人の音楽家バルディニを連れてやってくる。音楽家はメアリーの歌に惚れ込み、バーリーがオーナーであるティボリ劇場のオペラに出演しないかと誘い、ブラッキーは、契約があるから、と拒絶する。
ブラッキーは、幼なじみの聖職者であるマリン神父（ティム）の教会で、聖歌隊で歌う手助けをメアリーに頼み、神父とメアリーは会話をして、教会のオルガンのために多額の寄付をした、などというブラッキーの意外な側面が語られる。
立候補が決まり、演説とパーティがおこなわれる席で、地価の下落を気にするバーリーが演説の妨害をするための部下を送り、ブラッキーはその者たちをノックアウトし、当選の意思を固くした。「チキン・ボール」という芸術イベントの賞金を選挙資金に回すことまでを考える。
メアリーとブラッキーの恋愛は順調に進んでいたところに、その関係を好ましく思っていないブラッキーの元恋人であるデラとその仲間たちから冷たい目で見られ、いたたまれなくなったメアリーはバーリーの劇場に行き、オペラ歌手として歌う。
なんとかメアリーを取り戻し、結婚の約束まで固めたブラッキーは、しかし「パラダイス」でのステージ衣装の露出度に抗議するマリン神父を殴り、メアリーはそんな彼を再び捨ててバーリーの家に行き、その母と話をして、家柄よりも人柄を認められる。
バーリーの手下に店を壊され、新聞にはバーリーとメアリーの婚約記事が載り、さらに店は「チキン・ボール」の前日に（バーリーの策略で）警察の手入れがあって踊り子全員が留置される。
当日、どうあってもイベントに参加者を出すことは無理と知ったブラッキーは、店を畳んで一年の禁固刑を受けることを、メアリーとバーリーに告げるためだけに会場に行く。デラはあまりのことに、メアリーに対してすべてはバーリーの陰謀・裏工作であることを暴露する。
出場者がいないため、「パラダイス」は棄権ということに、と語ろうとした司会者に対して、メアリーは自分が、とステージにあがり、「サンフランシスコ」を歌う。会場は大いに盛り上がり、賞金を手にするメアリー。しかしそれを差し出されたメアリーに対して、こんなものはいらない、と拒絶し、トロフィーを叩きつけるブラッキー。そこに大地震が発生する。
壁がくずれ、建物は倒壊し、瓦礫に埋もれてバーリーは死ぬ。大混乱の中、行方不明になったメアリーを探し、延焼を防ぐために町の建物が次々と壊される中（それにはバーリーの屋敷も含まれていた）、さまようブラッキーは、三日目に教会で介護に励むマリン神父と再会する。
メアリーは生きている、と、ブラッキーに告げた神父は、医療テントと避難所がある丘の上に二人で向かい、そこで被災者のために歌っているメアリーを見て、ブラッキーはひざまずいて神に感謝する。
火が消えた、という知らせに歓声を上げた被災者たち、それにメアリー、神父、ブラッキーたちは「リパブリック讃歌（グローリー・ハレルヤ）」を歌いながら一団となって町が見下ろせる場所に向かう。
瓦礫の山となったサンフランシスコに、それから数十年後、再建されたビルが立ち並ぶ画像が重なってエンディングとなる。

## キャスト
※括弧内は日本語吹替（PDDVD版）。
- ブラッキー・ノートン：クラーク・ゲーブル（相沢正輝）
- メアリー・ブレイク：ジャネット・マクドナルド（笹森亜希）
- マリン神父（ブラッキーの幼なじみ）：スペンサー・トレイシー（加藤亮夫）
- ジャック・バーリー：ジャック・ホルト（英語版）（遠藤純一）
- バーリー夫人（ジャックの母）：ジェシー・ラルフ（英語版）（小林美奈）
- バルディーニ：ウイリアム・リシャルディー（御園行洋）
- ハンセン：シャーリー・ロス（木澤智之）

## スタッフ
- 監督：W・S・ヴァン・ダイク
- 第2ユニット監督：D・W・グリフィス
- 製作：ジョン・エマーソン、バーナード・H・ハイマン
- 脚本：ロバート・E・ホプキンス、アニタ・ルース
- 音楽：ハーバート・ストサート、エドワード・ウォード、ブロニスラウ・ケイパー、ワルター・ユルマン
- 撮影：オリヴァー・T・マーシュ
- 編集：トム・ヘルド
- 美術：セドリック・ギボンズ
- 衣裳：エイドリアン
- 録音：ダグラス・シアラー

## 劇中劇
- 『ファウスト』：メアリー（ジャネット・マクドナルド）がマルグリート役に扮して歌う
- 『椿姫』：メアリーがヴィオレッタ役に扮して歌う

## アカデミー賞受賞・ノミネーション
- 受賞
  - 録音賞：ダグラス・シアラー
- ノミネーション
  - 作品賞
  - 監督賞：W・S・ヴァン・ダイク
  - 主演男優賞：スペンサー・トレイシー
  - 原案賞：ロバート・E・ホプキンス
  - 助監督賞：ジョゼフ・M・ニューマン